# Osmia bicornis
Espèce
Synonymes
- Apis bicornis (Linné, 1758)[1]
- Apis rufa (Linné, 1758)[1]
- Osmia rufa (Linné, 1758)[1]

L'osmie rousse, Osmia bicornis, est une espèce d'abeilles solitaires répandue en Europe de la famille des Megachilidae, du genre Osmia. Elle a disparu des zones d'agriculture intensive mais est bien présente en zone urbaine. Son nom français provient de son ancien nom scientifique synonyme : Osmia rufa (Linnaeus, 1758).

## Description

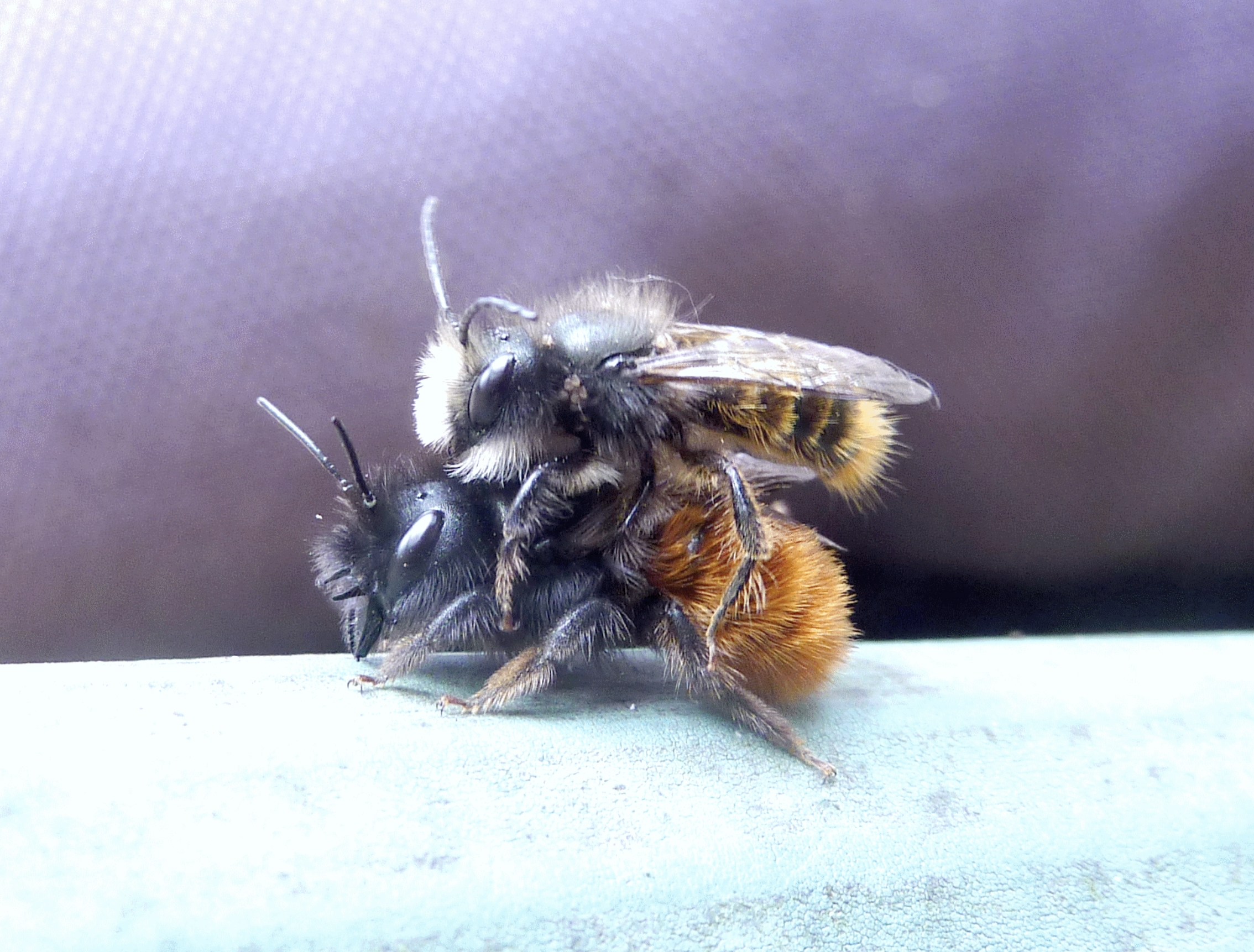
Copulation des deux osmia bicornis (les cornes de la femelle sont bien visibles)

- Femelle : la femelle avec une taille de 10-12 mm est plus grande que le mâle. Elle porte[2] une pilosité noire sur la tête, gris-jaune sur le thorax, brun-clair à roux sur les trois premiers tergites abdominaux et noire sur les derniers. Dessous l'abdomen, elle porte une brosse ventrale jaunâtre, pour le transport du pollen. Sur le front, elle porte deux "cornes" nettes, tronquées, absentes chez le mâle. Il s'agit de deux excroissances, beaucoup plus courtes que les antennes, apparaissant sur le clypeus, au-dessus des mandibules.

- Mâle : le mâle se reconnaît à ses poils jaunâtres sur le front, au toupet blanc sur la face et aux antennes plus longues et plus fines que la femelle. Il ne porte pas de "cornes". La coloration du reste du corps est semblable à celle de la femelle.

Osmia bicornis est proche de Osmia cornuta, l'osmie cornue. Alain Ramel les distingue d'après les critères suivants :
| Critères distinctifs |                 |                                             |                |
|                      |                 | Osmia bicornis                              | Osmia cornuta  |
| mâle                 | front           | poils jaunes                                | poils blancs   |
| femelle              | thorax          | poils brun roux                             | poils noirs    |
| femelle              | abdomen         | avant: poils brun roux arrière: poils noirs | poils roux vif |
| femelle              | brosse ventrale | jaune                                       | rouille        |

## Distribution
L'osmie rousse est répandue en Europe. C'est une des abeilles solitaires les plus communes, surtout en zone urbaine.
Habitat : elle est présente dans les jardins, les chemins creux, gravières ou orées des bois.

## Comportement

Animation montrant trois osmies bicornis fécondées au travail.

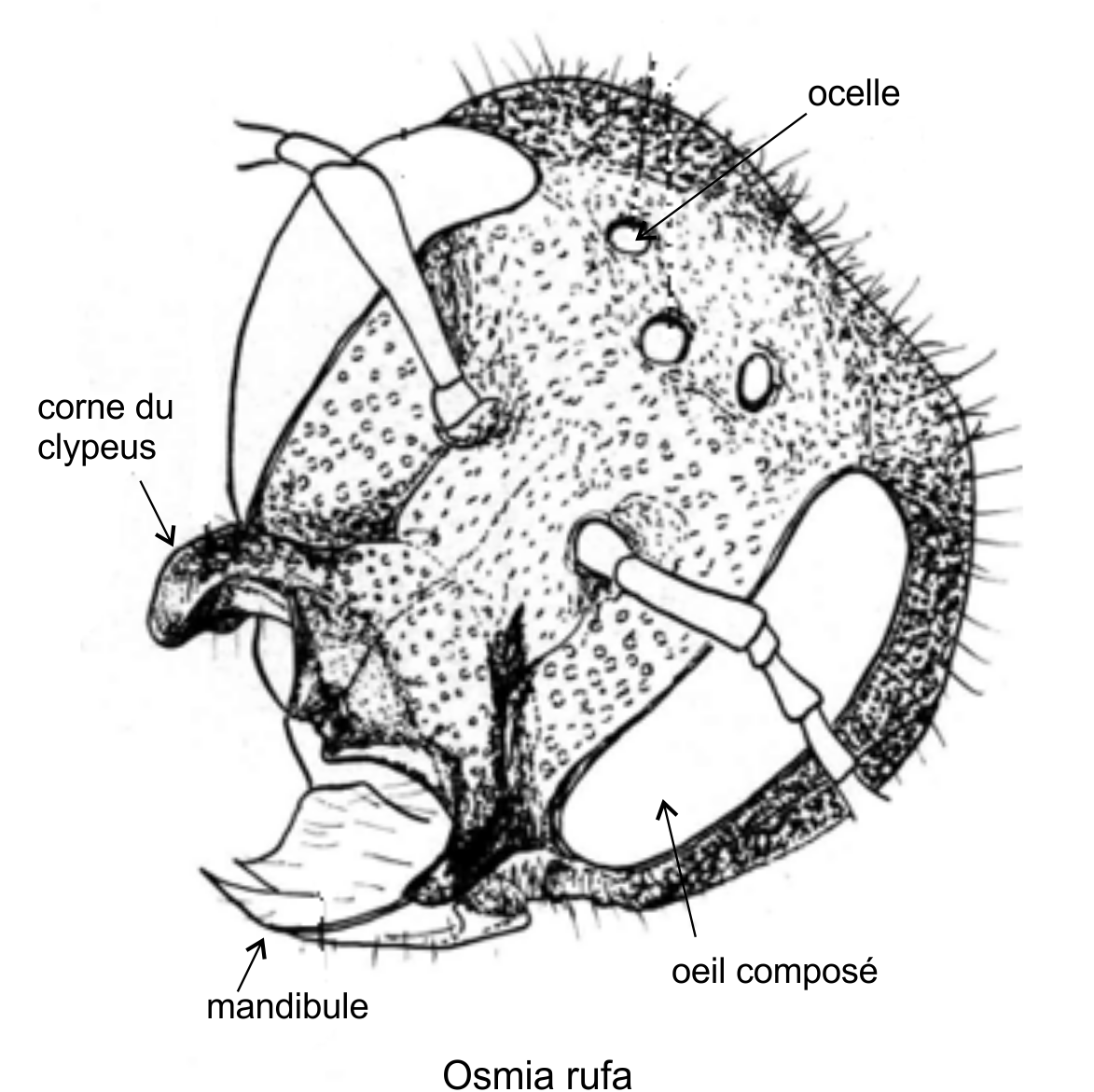
Tête d'une femelle dOsmia bicornis, avec corne du clypeus, d'après un dessin modifié de Tasei

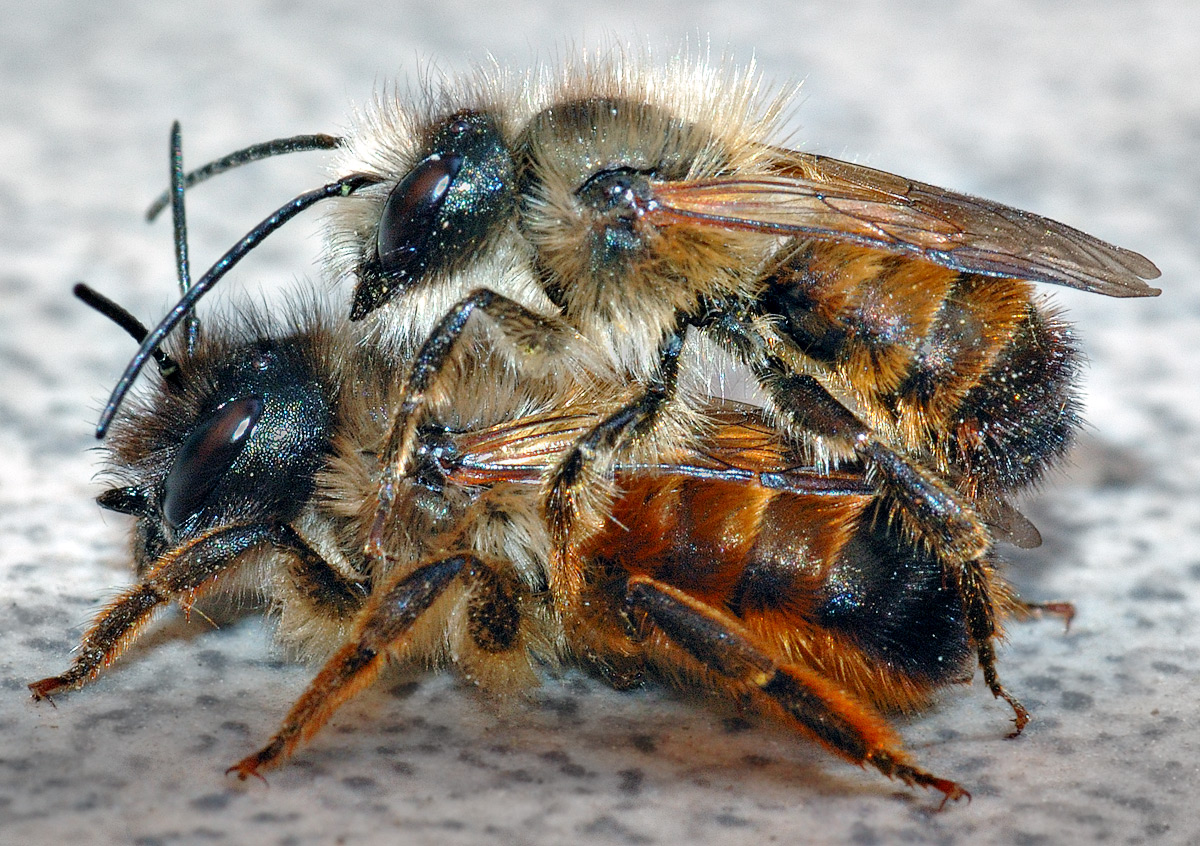
Couple. Tous les deux ont 3 tergites roux et l'extrémité de l'abdomen noir. Le mâle a des antennes plus longues et la femelle possède sur le front de petites "cornes"

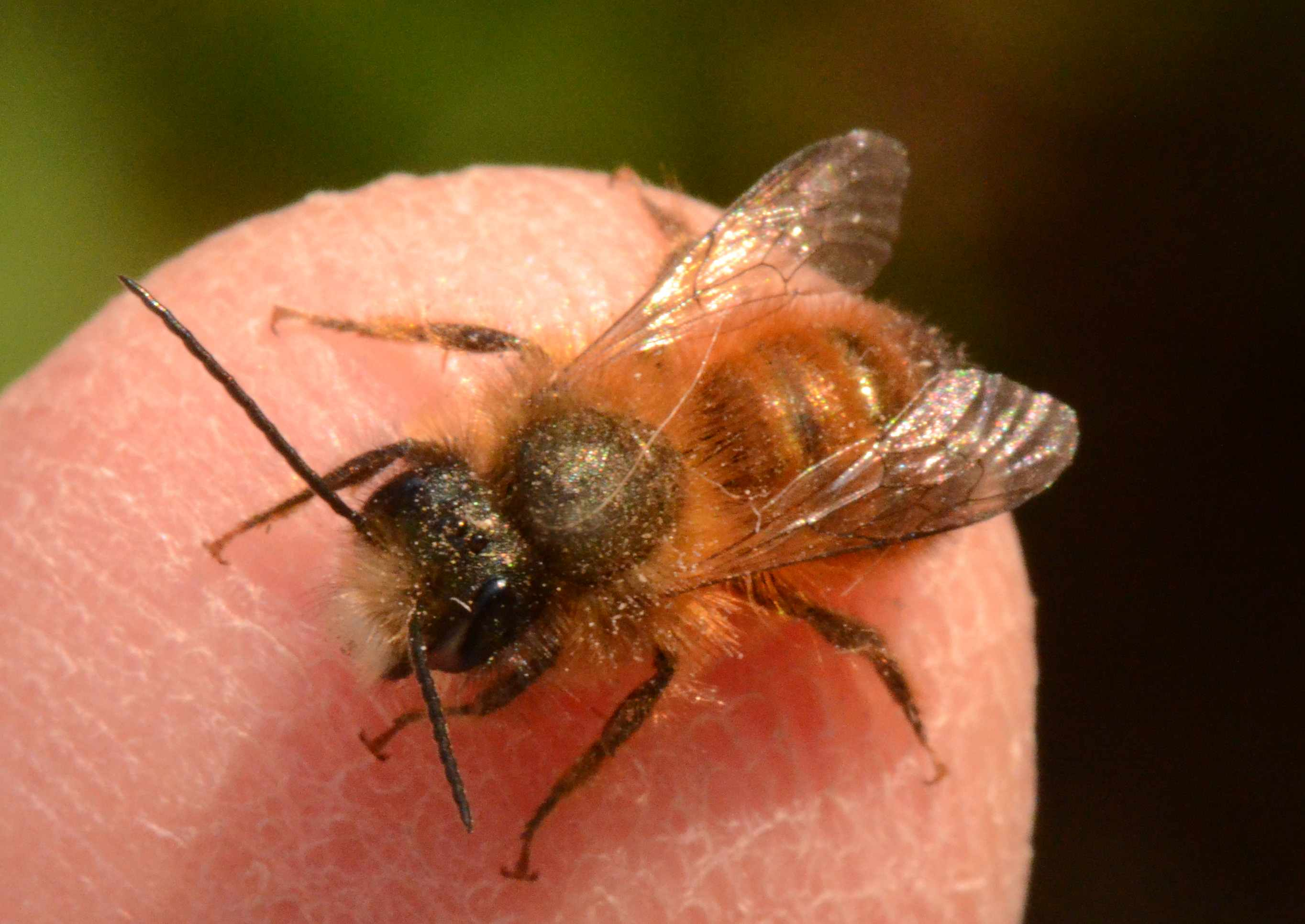
Osmia bicornis mâle, grandes antennes, poils jaunâtres sur le front

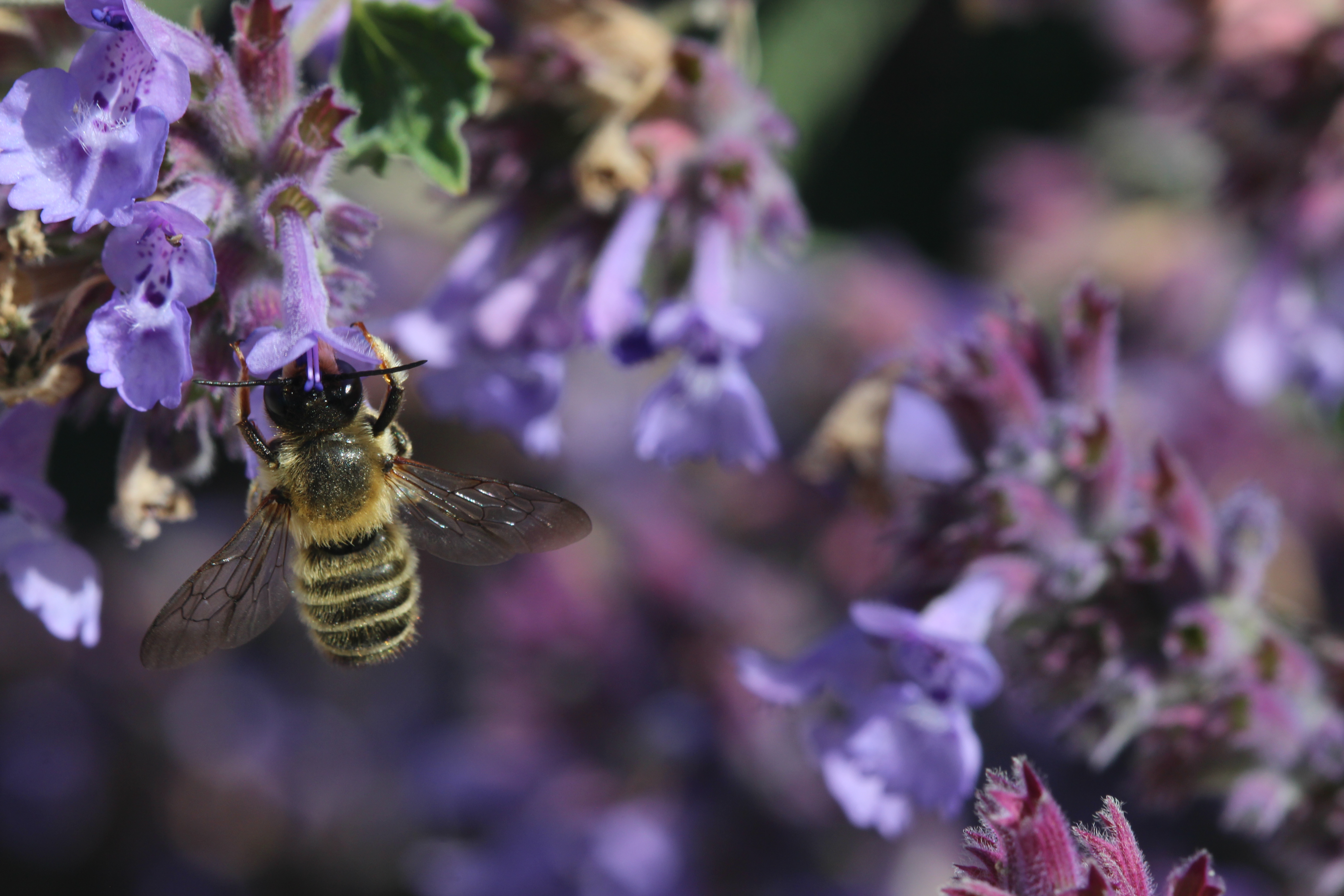
Osmia bicornes récoltant le nectar sur une haie de Lys au bord de l'Yerres près de Paris dans un potager.

L'osmie rousse s'active de mars à juin, en général après Osmia cornuta. Les mâles sortent les premiers, dès les premiers jours doux de mars. Les femelles apparaissent 10-15 jours plus tard mais restent actives jusqu'à fin juin, mi-juillet. La période de vol des mâles est beaucoup plus courte que celle des femelles (environ 15 jours, suivant Tasei 1973)
- Accouplement

Après leur apparition, les mâles se nourrissent du nectar des fleurs et se rassemblent sur les sites de nidifications, comme les piles de briques creuses ou les vieilles cabanes. Ils patrouillent près de l'entrée des galeries de nidification en attendant les femelles. Quand celles-ci commencent à émerger, une forte rivalité s'installe entre eux. Les femelles ne s'accouplent qu'une seule fois. L'accouplement dure 5-10 minutes. Les mâles ne vivent que 2 à 3 semaines.
- Nidification

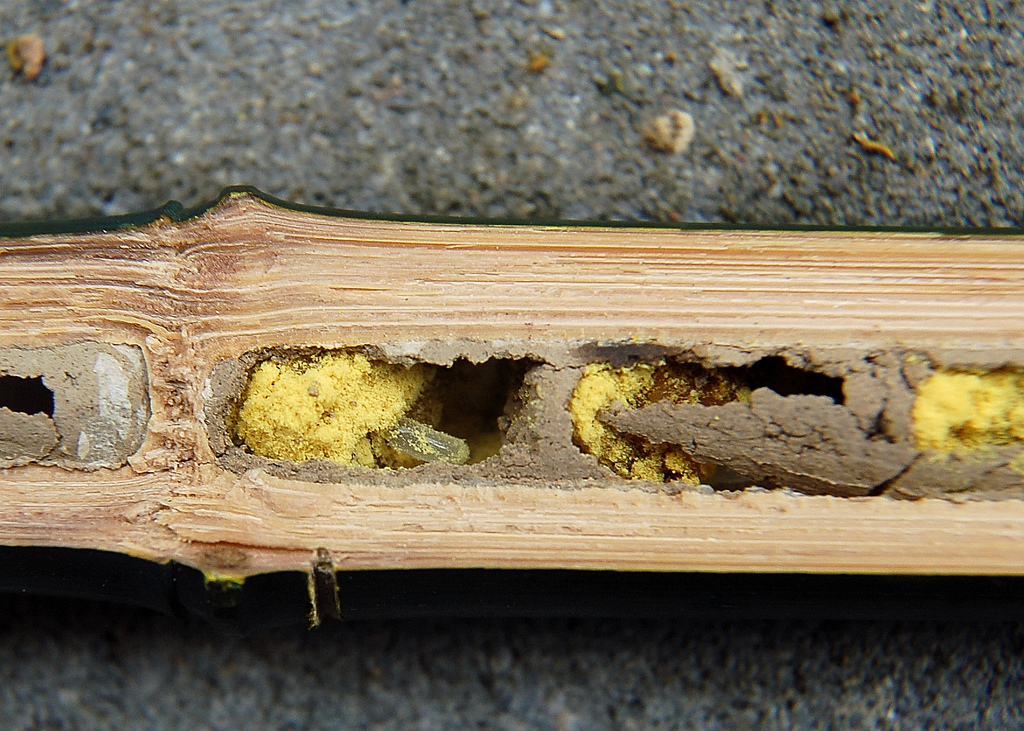
Nid ouvert d'osmie rousse. La cellule du centre contient du "pain d'abeille" (pollen + nectar) et un œuf

Une fois fécondée, la femelle cherche un lieu de nidification adéquat, souvent le même que celui où elle est née. Elle préfère les longues cavités de 0,5 à 1 cm de diamètre, dans d'anciennes galeries de coléoptères ou des galeries faites dans l'argile par d'autres hyménoptères. Elle occupera aussi facilement des nichoirs formés de tubes de bambou ou de trous percés dans des blocs de bois. Avant d'adopter une galerie, elle l'inspecte méticuleusement et déblaie éventuellement les restes de cellules de l'année précédente. Le nettoyage se fait à reculons.
La femelle utilise de l'argile comme matériau de construction. Elle cherche dans la nature un coin de terre humide, gratte le sol avec les pattes, prélève une boulette d'argile qu'elle malaxe avec de la salive. Elle confectionne une petite bille de 2 mm de diamètre qu'elle transporte dans le nid où elle la travaillera comme du mortier.
La femelle construit une première cloison, puis délimite la future cellule en construisant un "pas de porte". Il s'agit de l'ébauche de la deuxième cloison qui a la forme d'un croissant ou d'un anneau de boue. L'osmie dépose une réserve de pollen et de nectar. Le pollen, récolté sur les chatons de saules, de noisetiers ou de chênes, est transporté sur la brosse ventrale. Le nectar, récolté sur des  Renonculacées, Papavéracées, Rosacées etc., est transporté dans le jabot. L'osmie pénètre la tête la première dans le nid, régurgite le nectar et tasse le "pain d'abeille" avec son front. Elle recule ensuite jusqu'à l'entrée, fait demi-tour et glisse l'abdomen dans la cellule pour décharge le pollen en grattant sa brosse avec ses pattes. Quand la cellule est à moitié pleine, après 10 à 30 voyages, la femelle pond un œuf et achève la paroi frontale avec de l'argile. Elle façonne ainsi, jour après jour, une dizaine de cellules. L'entrée du nid est finalement fermée par une cloison d'argile massive.

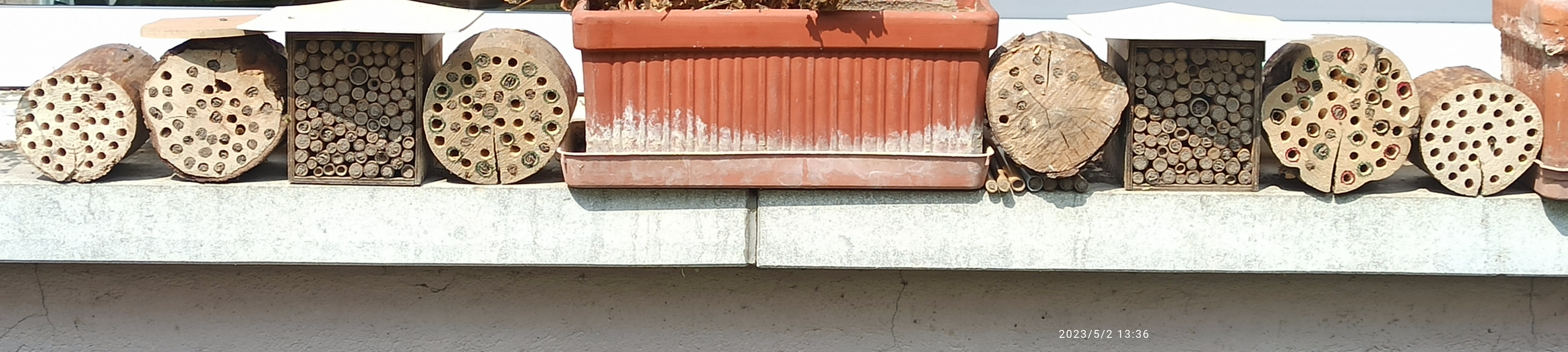

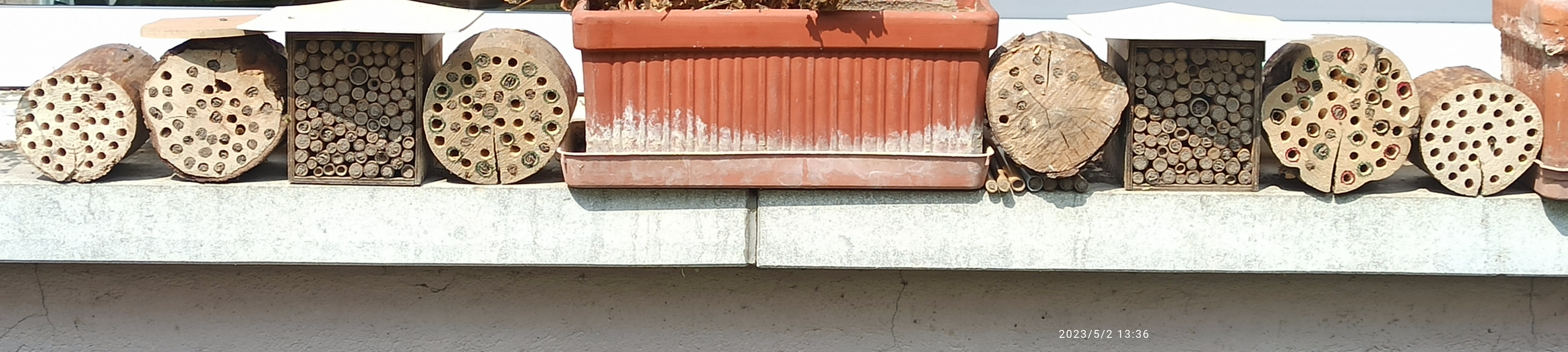
Hôtel à insectes abeilles maçonnes (Osmies)

Dans les dernières cellules, la femelle pond des œufs non fécondés qui donneront des mâles et seront les premiers à sortir l'année suivante. Les cellules plus profondes contiennent des œufs fécondés qui donneront des femelles.
- Le cycle œuf →  larve →  nymphe →  imago

L’œuf est allongé et incurvé et fait 2 à 4 mm. La segmentation est de plus en plus apparente au fur et à  mesure que l'on se rapproche de l'éclosion. Celle-ci se produit une dizaine de jours après la ponte.
La larve fixée sur les réserves alimentaires, se nourrit en se courbant fortement vers le bas. Après une à deux semaines, elle se détache de son socle et se tourne. Il faut 20 à 30 jours pour que le 4e stade larvaire soit atteint.
Quand les provisions de nourriture sont épuisées, la larve mesure de 9 à 13 mm. Elle commence alors à filer son cocon.
Les fils du cocon tapissent la cellule d'une couche compacte violette et brun foncé.  Après le filage du cocon, la larve se couche sur le dos et reste immobile jusqu'à la mue nymphale. Cette nymphose se produit fin juillet-début août. Pendant quelques jours la nymphe reste entièrement blanche, puis les yeux deviennent roses et leur couleur ne cesse de s'assombrir pendant deux à trois semaines. La pigmentation de la nymphe se poursuit plusieurs jours.

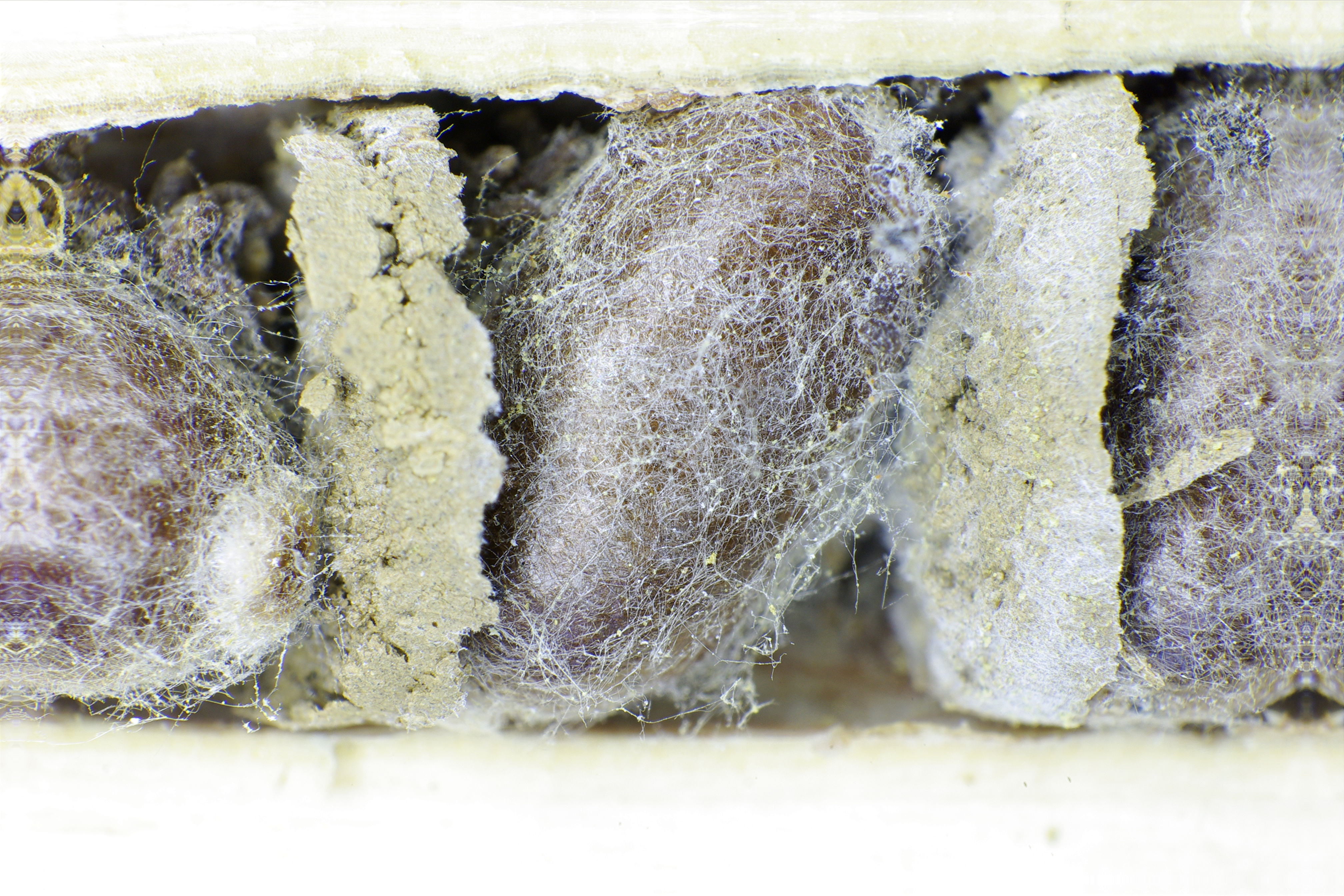
Cocon d'osmie rousse

La dernière étape est la naissance de l'imago qui se produit en général avant l'hiver. Il restera à l'intérieur du cocon protecteur jusqu'au moment de l'envol en mars de l'année suivante.
Le taux de mortalité est très élevé chez Osmia bicornis, de l'ordre de 60 % des œufs pondus. D'après les observations de Tasei, les ravages dans les nids d'osmie sont causés par des moisissures, un hyménoptère Melittobia acata Walk. et un  diptère, Cacoxenus indagator Loew.

## Statut
En Europe, l'osmie rousse (Osmia bocornis) a le statut de LC "préoccupation mineure" (risque de disparition faible) d'après l'INPN.

## Utilité
Les Osmia bicornis et O. cornuta sont élevées par les arboriculteurs pour la pollinisation des arbres fruitiers. Elles sont plus efficaces que les abeilles domestiques pour polliniser les amandiers qui fleurissent très tôt dans la saison.
Les osmies sont très pacifiques. Si on procède avec douceur, il n'y a aucun risque de se faire piquer par les femelles. Les mâles n'ont pas de dard.